# فنی (فیلم ۱۹۶۱)
فنی (انگلیسی: Fanny) فیلمی به کارگردانی جاشوا لوگن محصول سال ۱۹۶۱ است.

## بازیگران
- لزلی کارون
- هورست بوخهولتس
- موریس شوالیه
- شارل بوآیه
- لایونل جفریس
- پل بونیفاس
- کلمان هراری